# Gudmund Röding
Gudmund Andersson Röding, född omkring 1620 i Linköping, död efter 1683 i Linköping, var en svensk rådman, postmästare och riksdagsman.

## Biografi
Gudmund Röding föddes omkring 1620 i Linköping. Han var son till rådmannen Anders Peter Gudmundsson Skute och Elin Nilsdotter. Röding arbetade som postmästare och rådman i Linköpings stad. Han avled efter 1683 i Linköping.
Röding av riksdagsman för borgarståndet i Linköpings stad vid riksdagen 1672.